# 良忠 (二条家)
良忠（りょうちゅう、生年未詳 - 建武元年（1334年）12月?）は鎌倉時代末期から南北朝時代にかけての天台宗の僧。一般的には「殿法印」（とののほういん、表記は「殿ノ法印」「殿の法印」とも）の呼び名の方が有名である。

## 家系
二条良実の孫というが、良実の息子の誰を父とするかは不明。伯父（叔父）の二条師忠の猶子となっている。先述した「殿法印」の呼び名は、摂関家出身の法印ということによる敬称である。

## 略歴
時期不明ながら、天台座主となった尊雲法親王（後の護良親王）に伺候するようになる。尊雲法親王が還俗し、兵を挙げるようになってからもそれに従うが、元弘2年（1332年）6月21日に笠置山の戦いで後醍醐天皇（護良親王の父）が敗北すると捕縛され、一時六波羅探題の獄につながれる(『太平記』巻四）。その後も護良親王の令旨を受けた赤松則村（円心）配下となって元弘3年（1333年）5月の六波羅探題攻撃に加わり、6月23日の入洛の時には則村（一番隊）の次、二番隊の700騎余りを指揮していたという（『太平記』巻十二）。
しかし、良忠配下の兵は統制が取れておらず、六波羅攻撃の際に便乗して洛中にて狼藉を働き、強盗を行った。その兵20名は足利高氏（後の尊氏）の配下に捕らえられ、斬首の上六条河原にさらし首になったが、この事件は以前からの護良親王と足利尊氏の不和を決定的にした。その後は護良親王派と足利尊氏派の対立が激化、建武の新政が不安定になる一因となった。
建武元年（1334年）、遂に護良親王は父・後醍醐天皇の命により捕らえられ、鎌倉の足利直義（足利尊氏の弟）のもとに護送される。その後史料で良忠の消息を明確に書いた物はないが、護良親王捕縛時に良忠も他の護良親王側近と共に捕らえられ、一緒に鎌倉に護送、同年12月に殺害されたと推測される（『太平記』巻十二）。

## 補注
1. ↑  側近の一人・浄俊（日野資朝の弟）は「律師、祗候大塔宮、建武元十二月被誅了」（『尊卑分脈』）とある。また、『太平記』でも宮（=護良親王）の候人（側近）30名あまりが誅殺された、と書いている。